# Військові громадські організації
Військові громадські організації — добровільні суспільні спілки, які згідно чинного Закону України «Про громадські об'єднання» створюються військовослужбовцями, або членами їх родин для реалізації та виконання своїх соціальних, економічних, господарських питань.

## Основні організації в Україні
- Всеукраїнська громадська організація «Спілка офіцерів України»
- Організація ветеранів України
- Всеукраїнське об'єднання ветеранів
- Партія ветеранів Афганістану
- Спілка Учасників, Ветеранів, Інвалідів АТО та бойових дій
- Сокіл (громадська організація)
- Громадська організація «Об'єднання добровольців»
- Всеукраїнська спілка учасників війни
- Українська спілка в'язнів-жертв нацизму
- Всеукраїнська громадська організація Асоціація ветеранів Міністерства внутрішніх справ України
- Українська спілка ветеранів Афганістану (воїнів-інтернаціоналістів)
- Всеукраїнська організація інвалідів війни, Збройних Сил та учасників бойових дій
- Всеукраїнське товариство політичних в'язнів і репресованих
- Всеукраїнський союз громадських об'єднань учасників бойових дій, ветеранів військової служби та правоохоронних органів «Всеукраїнський союз»
- Всеукраїнська громадська організація «Закінчимо війну»
- Всеукраїнська громадська організація «Асоціація ветеранів внутрішніх військ МВС України»
- Всеукраїнська громадська організація «Товариство українських офіцерів»
- Всеукраїнська громадська організація «Всеукраїнська асоціація ветеранів-підводників»
- Всеукраїнське Громадське об'єднання «Об'єднання ветеранів розвідки України»
- Спілка об'єднань громадян «Всеукраїнський союз громадських організацій ветеранів та інвалідів війни, військової служби, ВМФ та моряків підводників України»
- Всеукраїнське об'єднання «Союз учасників миротворчих операцій»
- ГО «Союз десантників України»,
- ГО «Всеукраїнського Об'єднання Федерація організацій миротворців України».

У зв'язку проведенням АТО з'явилась нова соціальна група населення учасників АТО, та УБД. Організації створюються демобілізованими бійцями які повертаються до мирного життя після бойових подій на сході Країни. На сьогодні майже в кожному місті (вільної України) функціонують ГО учасників АТО. Найвідоміша з них: Київська міська спілка ветеранів АТО.
Окрім цього є громадські організації учасників АТО, які діють у багатьох регіонах та містах держави.
Найбільш відомі з них:
- ГО «Всеукраїнський союз ветеранів АТО»,
- ГО «Всеукраїнська асоціація учасників бойових дій»,
- ГО «Спілка ветеранів АТО»
- ГО «Український легіон»
- Львівська обласна спілка соціального захисту бійців АТО та сімей загиблих
- ГО “Союз ветеранів АТО Донбасу”.

## Оборонно-патріотичні організації
Найбільш відомою оборонно-патріотичною громадською організацією держави є Товариство сприяння обороні України.